# Hercule Bouvier de Cachard
Pour les articles homonymes, voir Bouvier et Cachard.
Hercule Annet Christon Bouvier de Cachard est un homme politique français né le 5 novembre 1767 à Boffres (Ardèche) et mort à une date inconnue.

## Biographie
Maire de Boffres et sous-préfet de Largentière sous la Restauration, il est député de l'Ardèche de 1815 à 1816, siégeant dans la majorité de la Chambre introuvable. Il est créé baron en 1827.